# Edel-Haarstern
Der Edel-Haarstern (Comaster nobilis), auch Cirrenloser Haarstern genannt, ist ein großer Vertreter der Haarsterne (Comatulida), der von den Malediven und Sri Lanka bis in den tropischen, westlichen Pazifik vorkommt.

## Merkmale
Der Edel-Haarstern erreicht einen Durchmesser von 35 Zentimetern und ist farblich sehr variabel. Die meisten sind gelb oder schwärzlich gefärbt. Die Arme heller Exemplare können auch schwarz sein, ihre Fiedern gelb, weiß, gelb-weiß oder schwarz-weiß gefleckt. Ihre Arme sind mehrfach gegabelt, so dass ausgewachsene Exemplare über 80 bis 200 Arme verfügen. Schlegels Haarstern (Comaster schlegeli), der sehr ähnlich ist, hat nur 80 bis 100 Arme und 40 bis 60 lange Cirren. Da dem Cirrenlosen Haarstern die Cirren fehlen, die andere Haarsterne zum Festklammern benutzen, halten sie sich mit den unteren, etwas kürzeren Fangarmen fest, während die anderen dazu benutzt werden Plankton aus dem Wasser zu filtern. Das Maul liegt zur Körperseite versetzt, während der Anus im Zentrum der Körperscheibe liegt.

## Lebensweise
Edel-Haarsterne sind nachtaktiv und setzen sich zum Nahrungsfang auf strömungsexponierten Hartsubstrate, auf Korallen, Gorgonien oder Steine. Tagsüber suchen sie geschützte Stellen auf und rollen sich zu einem Knäuel zusammen.